# أسهم رأس المال
أسهم رأس المال في الاقتصاد (بالإنجليزية: equity capital)‏ هي الأموال المخصصة للاستعمال في الشركة التي قام بدفعها المساهمون أنفسهم، تمييزا لها عن الأموال المستدانة أو المقترضة، وبصورة عامة تعني العبارة حقوق المساهمين في ملكية الشركة.

## اقرأ أيضاً
- سند ضمان
- سند الدخل
- تقدير السند
- أصول
- وسيط سندات
- التزام قانوني
- مردود الاستثمار
- الحد الأدنى للعائد
- مركز مربح
- مركز تكلفة
- مركز استثماري
- عملة
- عملة قانونية
- عملة متداولة
- معدل الفائدة الإسمية
- معدل الفائدة الفعلية
- نظارة الحسابات
- مصروفات جارية
- في الإيداع
- نقص
- عملة مضمونة بأصول
- أوراق تجارية مالية
- موارد المال
- إيراد مقدم
- القيد الأول
- مؤجل
- مستحقات مؤجلة